# SBB RBDe 4/4
Als RBDe 4/4 wurden die Triebwagen der Schweizerischen Bundesbahnen (SBB) bezeichnet, die ab 1984 für die als Neuer Pendelzug (NPZ) bezeichneten Regionalzugskompositionen angeschafft wurden. Sie tragen seit 1990 die Baureihenbezeichnung RBDe 560 sowie, im Fall der daraus hervorgegangenen Unterbauarten, RBDe 561 und RBDe 562. Sie werden von den Schweizerischen Bundesbahnen im Regionalverkehr eingesetzt. Die an Privatbahnen gelieferten Triebwagen wurden ursprünglich als RBDe 566 bzw. RBDe 568 bezeichnet.
Die meisten von 1987 bis 1996 gebauten Fahrzeuge RBDe 560, 561 und 568 durchliefen 2008 bis 2013 ein Komplett-Modernisierungsprogramm. Aus aufgearbeiteten Trieb- und Steuerwagen sowie neu beschafften Zwischenwagen entstanden Regionalverkehrs-Kompositionen mit der Bezeichnung «Domino». Die Triebwagen werden dabei einheitlich als RBDe 560 (94 85 7 560 XXX-X) bezeichnet. Nicht umgebaut wurden die technisch abweichenden Fahrzeuge, dazu zählen die vier Prototypen, die durch die Mittelthurgaubahn (MThB) beschafften Züge und die  Zweifrequenzfahrzeuge (RBDe 562).

## Gemeinsame Merkmale

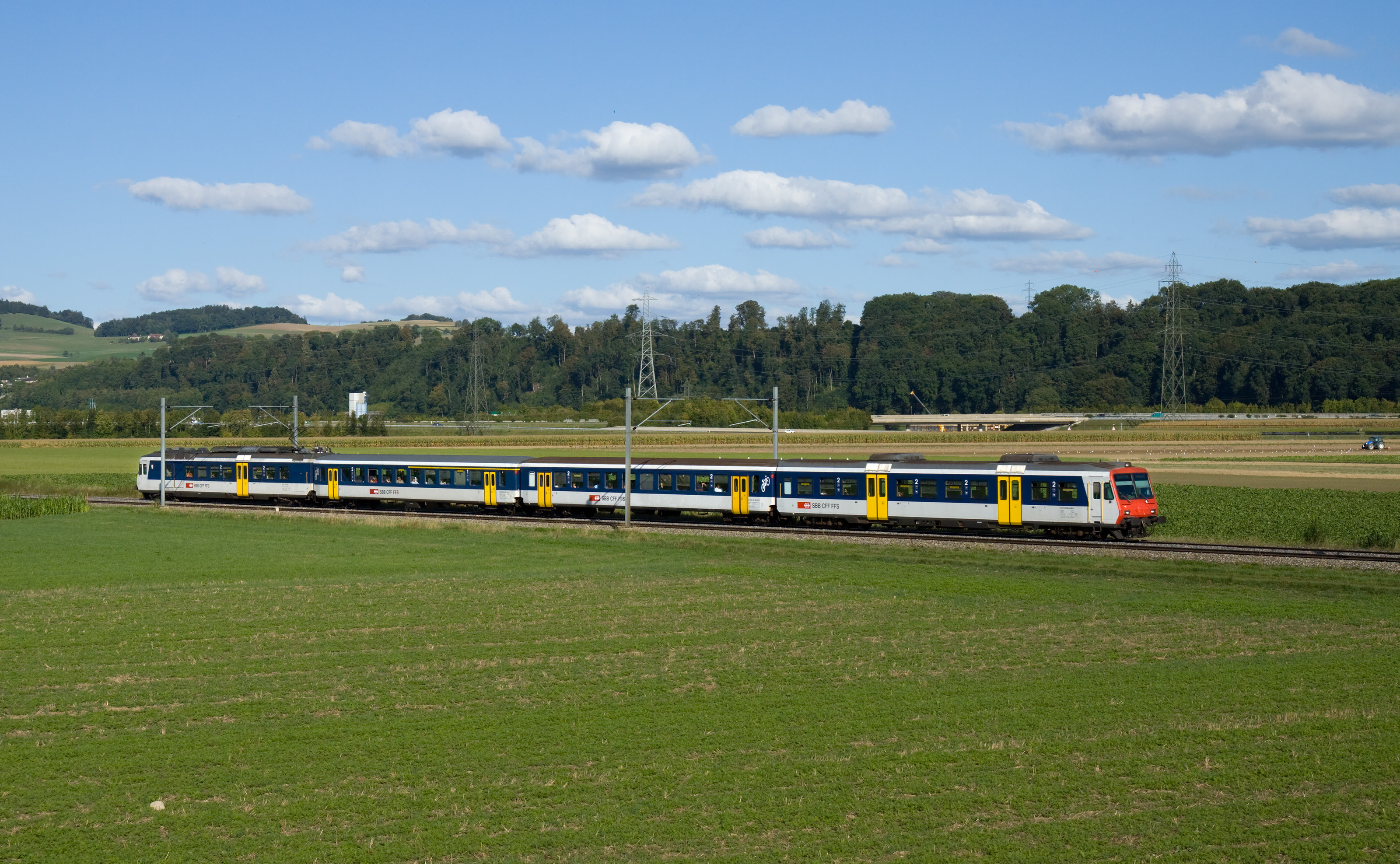
NPZ als REV S1 bei Yverdon

1984 wurden vier Prototypen dieses Triebwagens zusammen mit den passenden Steuerwagen (Bt), welche 1981 bestellt worden sind, damals noch unter der ursprünglichen Bezeichnung RBDe 4/4 mit den Nummern 2100–2103, ausgeliefert. Anschliessend wurden 80 Serienfahrzeuge (Triebwagen und Steuerwagen) bestellt, denen wenige Jahre später eine Nachbestellung über weitere 42 Fahrzeuge folgte. Hinzu kamen sechs über die SBB bestellte Fahrzeuge (PBr 568, MThB 566) und sechs Anschlussbestellungen (SOB 566, Montafonerbahn), wodurch insgesamt 134 Seriengarnituren gebaut wurden – die letzte lief 1996 vom Band.
Die Kompositionen mit den RBDe 560-Triebwagen und den dazugehörenden Steuerwagen wurden unter dem Projektnamen «Neuer Pendelzug» beschafft, was ihnen schliesslich das Akronym NPZ als Übernamen einbrachte. Aus Kostengründen wurde auf die Beschaffung neuer Zwischenwagen verzichtet, verwendet werden stattdessen umgebaute Einheitswagen (EW I und EW II), die zunächst nur farblich angepasst wurden, später erhielten sie wie die Trieb- und Steuerwagen Aussenschwingtüren, als Voraussetzung für den kondukteurlosen Betrieb (klB).
Die Triebwagen haben eine Leistung von 1650 kW, eine Höchstgeschwindigkeit von 140 km/h, ein Gewicht von 70 t und sind 25 m lang. Sie können in Vielfachsteuerung verkehren. Die NPZ (560 000–083 und 560 100–141) bilden mit 126 Fahrzeugen die bisher grösste Serie an Regionalverkehrstriebwagen der SBB.
Fast alle RBDe 560 haben einen Namen. Sie bekamen meistens die Namen wie auch die Wappen von kleineren Ortschaften entlang der Strecken, an denen die NPZ verkehren.

### Farbgebung
Alle vier Prototyp-Kompositionen wurden in unterschiedlichen Farbschemata abgeliefert, darunter auch die bei den Serienfahrzeugen angewandte Farbgebung (Wagenkasten weiss und blau, Türen gelb und Stirnseiten in roter Warnfarbe). Diese im Vergleich zur bisherigen grünen Farbgebung auffallende Buntheit führte zum Spitznamen «Kolibri».
Dieses Farbschema war bis zur «Domino»-Modernisierung in Gebrauch. Bei der letzten Nachbau-Serie (RBDe 560 100 ff.) wurde das bisher kurz vor dem Führerstand endende blaue Fensterband bis ganz zum Führerstand hin verlängert. Zudem wurden zahlreiche Fahrzeuge mit Aufklebern von S-Bahn-Systemen ergänzt (S-Bahn Basel, S-Bahn Bern, Ostwind, Réseau express vaudois etc.). Die Kleber werden jeweils an der Seitenwand beim Führerstand angebracht.
Bei den im Tessin als TILO («Ferrovia Ticino–Lombardia») verkehrenden Triebwagen wurden die üblichen SBB-Logos entfernt und die Aufschrift «TILO» oberhalb der Fenster angebracht. Die Logos von SBB und Trenitalia – den Besitzern der TILO – sind dagegen nur im Kleinformat angebracht.
Für den Glarner Sprinter wurden die zwei Triebwagen 560 120 und 560 123 mit passenden Aufklebern neben dem SBB-Logo und einer Sonderbemalung im Führerstandsbereich ergänzt.
16 NPZ-Garnituren sind inzwischen an Regionalps verkauft worden.

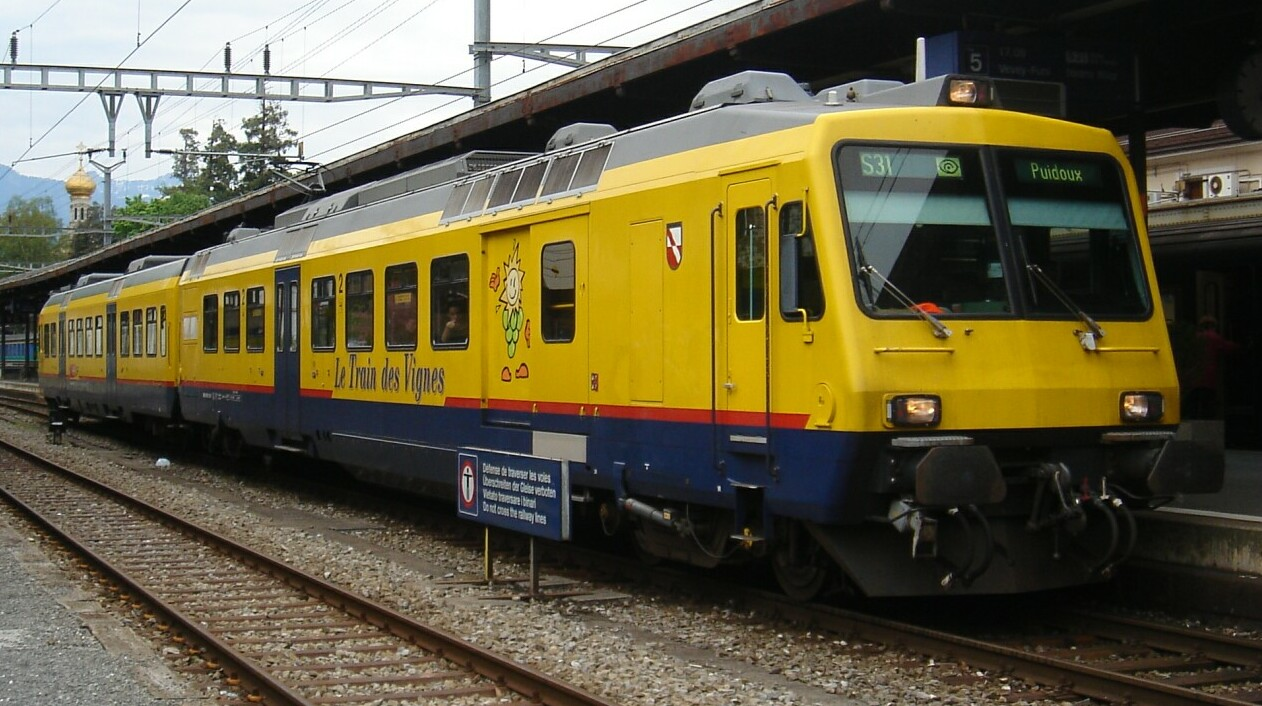
Train des Vignes in Vevey, 6. Mai 2005

Der RBDe 560 131 und der zugehörige Bt 29-35 931 erhielten einen Spezialanstrich «Train des Vignes» und Haltanforderungstasten für Halte auf Verlangen. Der Zug wird seit Ablieferung zwischen Vevey und Puidoux-Chexbres eingesetzt. Bei Revisionen kann er durch RBDe 560 132 und Bt 29-35 932 ersetzt werden, die ebenfalls mit Haltanforderung ausgerüstet sind, aber im normalen «Kolibrianstrich» verkehren.

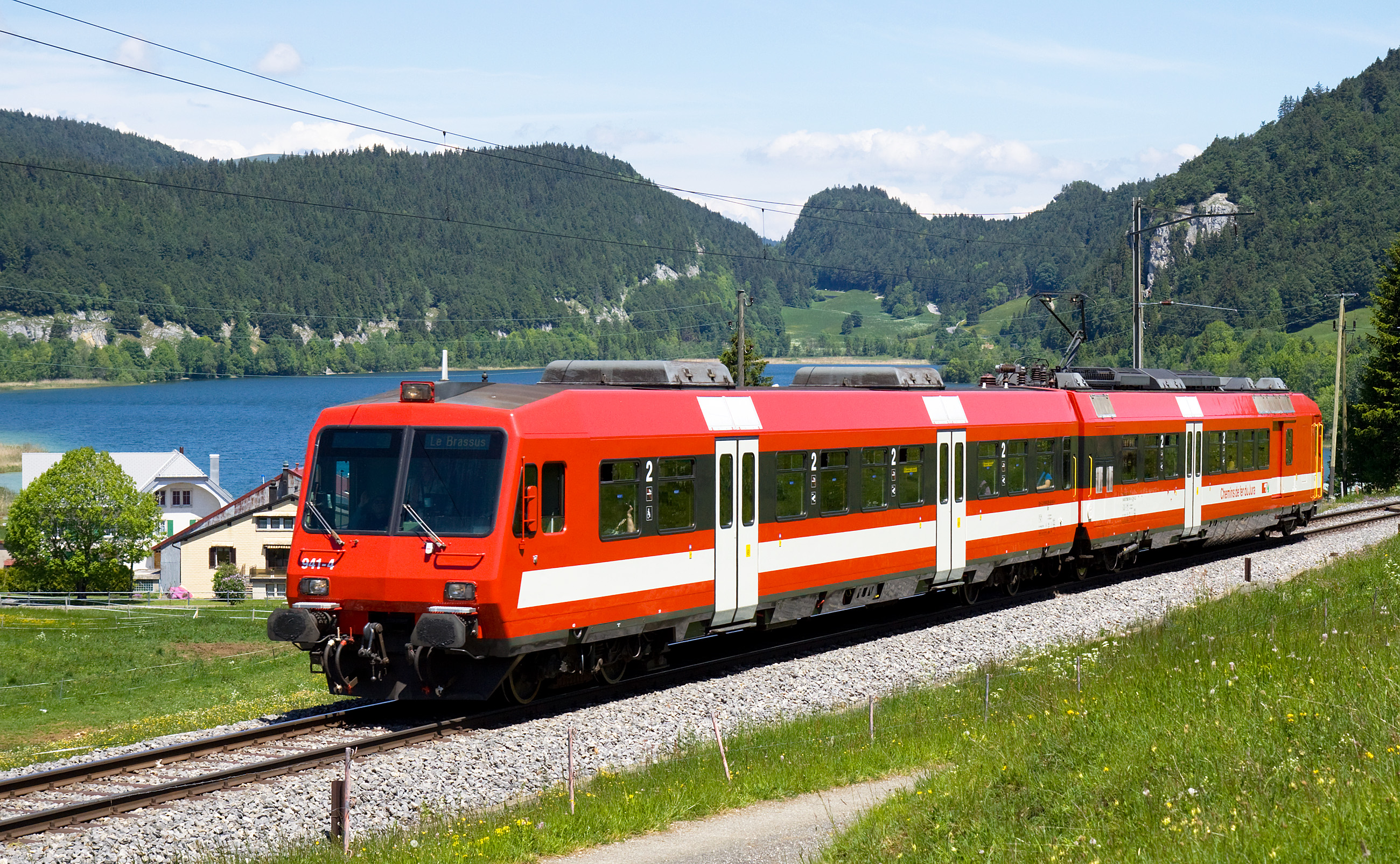
NPZ in CJ-Farbgebung, hier vermietet an die Travys auf der Strecke der PBr

Für die vier NPZ-Prototypen, die nicht in das Modernisierungsprogramm einbezogen werden, fanden die SBB 2007/2008 verschiedene Abnehmer: zwei gingen an die Montafonerbahn (MBS), die Prototyp-Garnitur 560 000 ging mit Steuerwagen und einem EW-I-Mittelwagen an die Oensingen-Balsthal-Bahn (OeBB) und wurde mit deren Logo versehen. Die letzte Garnitur ging Ende 2008 an die  Chemins de fer du Jura (CJ), die sie nach dem eigenen Farbschema umlackierte.

## Baureihen

### RBDe 561
Im Jahre 2003 wurden kurzfristig sechs RBDe 560 (105, 127–128, 133–135) zu deutschlandtauglichen RBDe 561 (000–005) umgebaut, so dass sie von der SBB GmbH auf der Wiesentalbahn genutzt werden konnten. Ebenfalls angepasst wurden sechs zugehörige NPZ-Steuerwagen Bt 29-35 960–965 sowie zwölf Personenwagen (sechs  AB, sechs B), woraus sechs vierteilige Garnituren gebildet wurden.
| Bt | 29-35 | 960–965 | Steuerwagen   |
| AB | 30-35 | 660–665 | Zwischenwagen |
| B  | 20-35 | 660–665 | Zwischenwagen |

Abgeändert wurden an den Trieb- und Steuerwagen die Einstiegstüren, die analog zu den RBDe 562 im unteren Bereich eingezogen wurden. Neu eingebaut wurden unter anderem das deutsche Zugfunkgerät ZF 90 und die Zugsicherung Indusi, zudem wurde der Stromabnehmer gegen ein Modell mit breiter, «deutscher» Wippe (1950 mm) ausgewechselt.
Mit Ablieferung der deutschlandtauglichen RABe 521 (Stadler Flirt) – von denen zehn Stück für den Betrieb der Wiesentalbahn und der Gartenbahn bestimmt sind – wurden die sechs NPZ-Garnituren per Mai 2006 wieder zur Schweizer Seite der Regio-S-Bahn Basel abgezogen. Die Triebwagen haben wieder Stromabnehmer mit 1450-mm-Wippe erhalten und verkehren unter Beibehaltung ihrer Umbaunummern wieder als konventionelle RBDe 560. 
Die sechs «Wiesental-NPZ» (Trieb- und Steuerwagen) wurden ins Modernisierungsprogramm «Domino» einbezogen; dabei behielten sie die markanten, abgeänderten Türen. Sie tragen die höchsten Nummern der beiden Serien (RBDe 298–303, ABt 895–900).

### RBDe 562
Sechs RBDe 560 (136–141) wurden bereits ein knappes Jahr nach Ablieferung, Anfang 1997, für den grenzüberschreitenden Verkehr auf der «Grünen Line» der Regio-S-Bahn Basel, zwischen Basel SBB und Mülhausen zu Zweifrequenzfahrzeugen umgebaut. Diese frankreichtauglichen Fahrzeuge erhielten die Bezeichnung RBDe 562 (000–005) und können ausser unter 15'000 V / 16,7 Hz (SBB) auch unter 25'000 V / 50 Hz (SNCF) betrieben werden. Des Weiteren sind aus Profilgründen die Einstiegstüren den französischen Perronhöhen angepasst worden.
Angepasst wurden zudem sechs zugehörige NPZ-Steuerwagen Bt 29-35 950–955 sowie 21 Personenwagen (sieben AB, zwölf B), woraus abzüglich eines AB-Reservewagens sechs fünfteilige Garnituren gebildet wurden.
| Bt | 29-35 | 950–955 | Steuerwagen   |
| AB | 30-35 | 600–606 | Zwischenwagen |
| B  | 20-35 | 600–613 | Zwischenwagen |

Die sechs «Mulhouse-NPZ» (Trieb- und Steuerwagen) wurden nicht modernisiert, da der Umbau zu «Domino»-Zügen eine komplette Neuzulassung erforderlich gemacht hätte.
Zwischenzeitlich wurden der Steuerwagen 29-35 950 und der Triebwagen 562 002 abgebrochen. Sie waren in die Kollision zwischen zwei Zügen in Granges-près-Marnand am 29. Juli 2013 verwickelt. Dabei wurde ein Lokführer getötet.

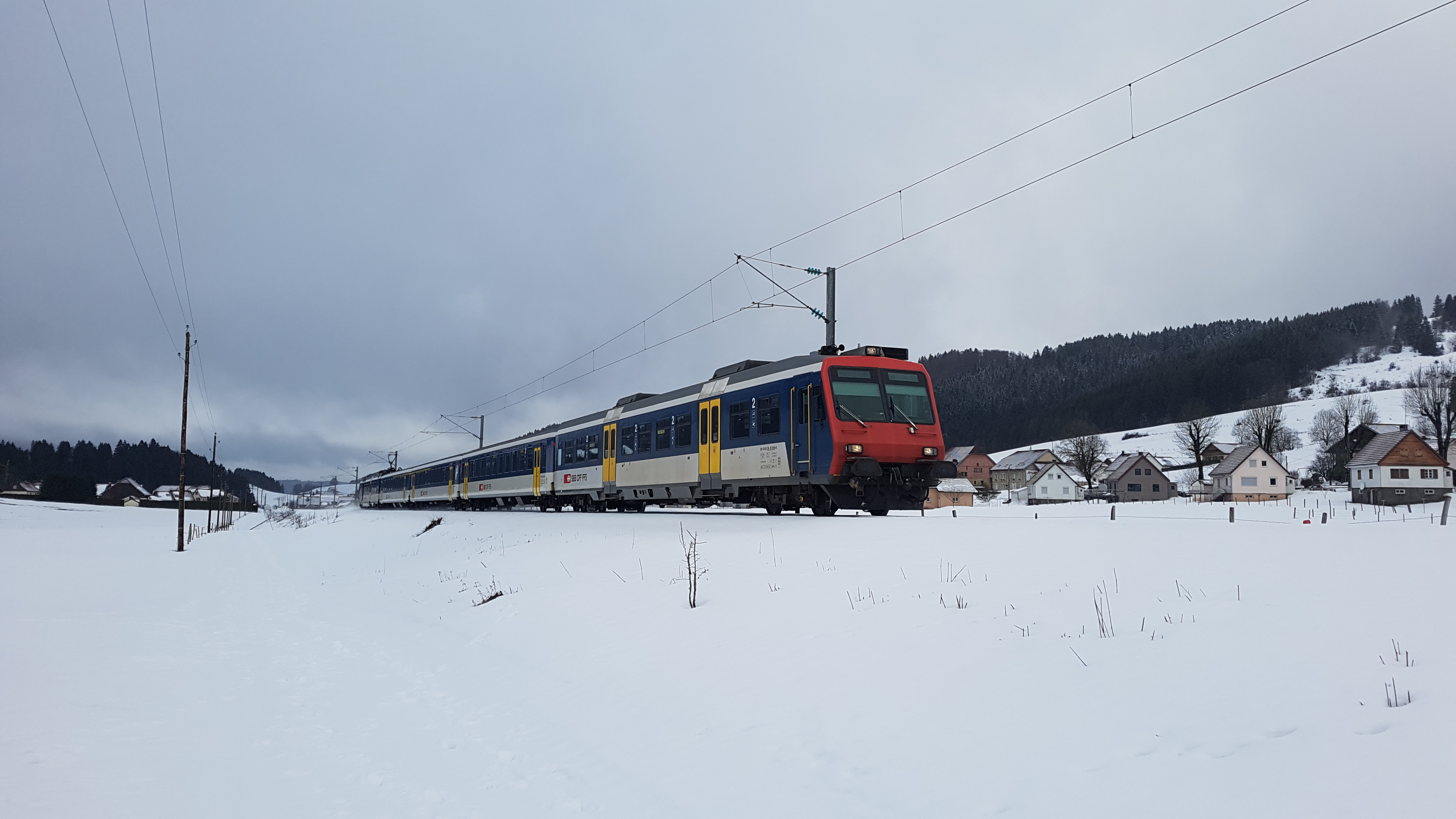
Der RBDe 562 001 mit dem führenden Bt 955 bei Les Verrières.

Die Züge verkehrten seit dem Fahrplanwechsel 2012 unter anderem als Regio Express-Züge von Neuchâtel nach Frasne (Funktion als TGV-Zubringer), Zeitweise auf der Linie Neuchâtel – Biel/Bienne als Regio sowie auf der Linie Genf – La Plaine als Zusatz S-Bahnen sowie als Ersatzzug. Am 24. Dezember 2019 verkehrte letztmals eine Komposition als RE Neuchâtel – Frasne. Grund dafür ist, dass die Züge per 31. Dezember 2019 ihre Zulassung verloren haben, da sie nach dem Umbau nie nachgerüstet wurden und ihnen eine zweikanalige Rückstellung der Sicherheitssteuerung fehlt. Alle Trieb- und Steuerwagen wurden in mehreren Tranchen nach Zürich Altstetten und Olten überführt, wo sie als Ersatzteilspender für die Domino-Flotte dienten. Im November und Dezember 2020 wurden die letzten drei Triebwagen nach Kaiseraugst zum Abbruch überführt.

### MThB RBDe 566, später SBB RBDe 561
| Bt | 29-35 | 971–976 | Steuerwagen   |
| AB | 30-35 | 671–674 | Zwischenwagen |

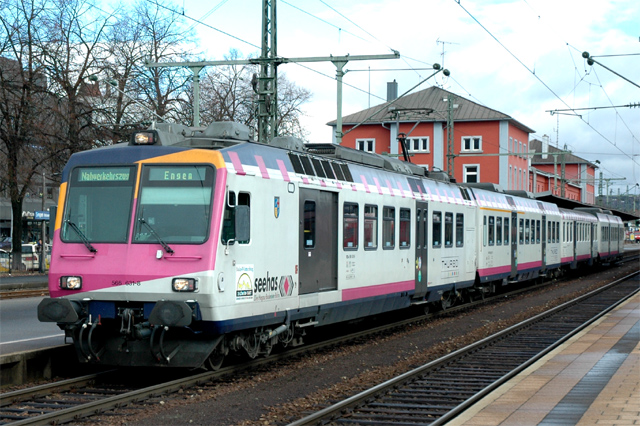
MThB RBDe 566 631-8 der Thurbo als Seehas im Bahnhof Singen (Hohentwiel)

Für den Betrieb des Seehas-Nahverkehrs konnte sich die Mittelthurgaubahn (MThB) 1993 kurzfristig mit der SBB auf die Übernahme von vier NPZ-Garnituren (Triebwagen und Steuerwagen) verständigen, die bereits für die SBB im Bau waren. Aus der Nachbau-Serie (1994–1996) erhielt die MThB 1994 die Fahrzeuge RBDe 566 631–634, die als neunter bis zwölfter Triebwagen an die SBB gegangen wären, während letztere bei der Industrie ihre Bestellung um vier Stück erhöhte.
Die vier Garnituren der MThB erhielten 1995, im Gegensatz zu den Zügen der SBB, auch je einen Neubau-Mittelwagen. Für den Verkehr nach Deutschland wurden die Fahrzeuge mit der Zugsicherung Indusi und einem Stromabnehmer mit breiter, «deutscher» Wippe (1950 mm) ausgestattet; praktisch dieselben Anpassungen sollten 2003 dann auch sechs SBB-NPZ-Garnituren für das Wiesental (RBDe 561) durchlaufen.
Die MThB-NPZ wurden bei der Liquidation der MThB an die Nachfolgegesellschaft Thurbo übertragen und weiter in ihren angestammten Diensten eingesetzt. Ab Anfang 2006 wurden neun bestellte Stadler Flirt (RABe 526 651–659) für den Seehas abgeliefert, womit die NPZ nicht mehr benötigt wurden. Nach Inbetriebnahme aller neun Flirt ab Juli 2006 sind die vier NPZ-Garnituren inklusive der beiden zusätzlichen Bt an die SBB übergegangen.
Die Triebwagen erhielten bei den SBB wieder Stromabnehmer mit «Schweizer» Wippe (1450 mm). Mit dem SBB-Design angepasster Front und SBB-Signet gelangten die Züge nach der Umzeichnung als RBDe 561 171–174/AB 30-35 671–674/Bt 29-35 971–976 auf der S-Bahn Luzern in den Einsatz, wo die Haltanforderungstasten beim Einsatz über die BLS-Strecke Langenthal–Wolhusen von Nutzen waren.
Die ehemaligen MThB-NPZ werden entgegen ersten Planungen nicht ins Modernisierungsprogramm «Domino» einbezogen. Zwei Triebwagen wurden nach weniger als 20 Betriebsjahren bereits abgebrochen. Einer davon (561 171) war zusammen mit einem Steuerwagen (Bt 29-35 976) am 6. Oktober 2011 in Olten in eine Kollision verwickelt gewesen, worauf beide Fahrzeuge abgebrochen wurden. Zwei Steuerwagen (971 und 972) wurden an die Sihltal-Zürich-Uetliberg-Bahn verkauft, welche sie für den Betrieb mit Re 456 anpassen will. Triebwagen 174 wurde 2015 an die SOB verkauft, wo er auf der Linie des Voralpen-Express eingesetzt wurde. Der Steuerwagen 975 wurde zusammen mit dem Zwischenwagen AB 673 im Jahre 2021 an den Verein MThB-NPZ verkauft. Die verbleibenden zwei Steuerwagen (Bt 973 und 974) sowie die vier Neubau-Zwischenwagen (AB 671, 672 und 674) wurden dem Alteisen zugestellt. Nach der Einführung der Traverso Zügen auf dem Voralpen-Express, wurde der Triebwagen 174 bei der Südostbahn überflüssig und er konnte im November des Jahres 2024 vom Verein MThB-NPZ übernommen werden, so dass eben genannter Verein im Besitz eines dreiteiligen MThB Pendelzuges ist.

### SOB RBDe 566, heute RBDe 561

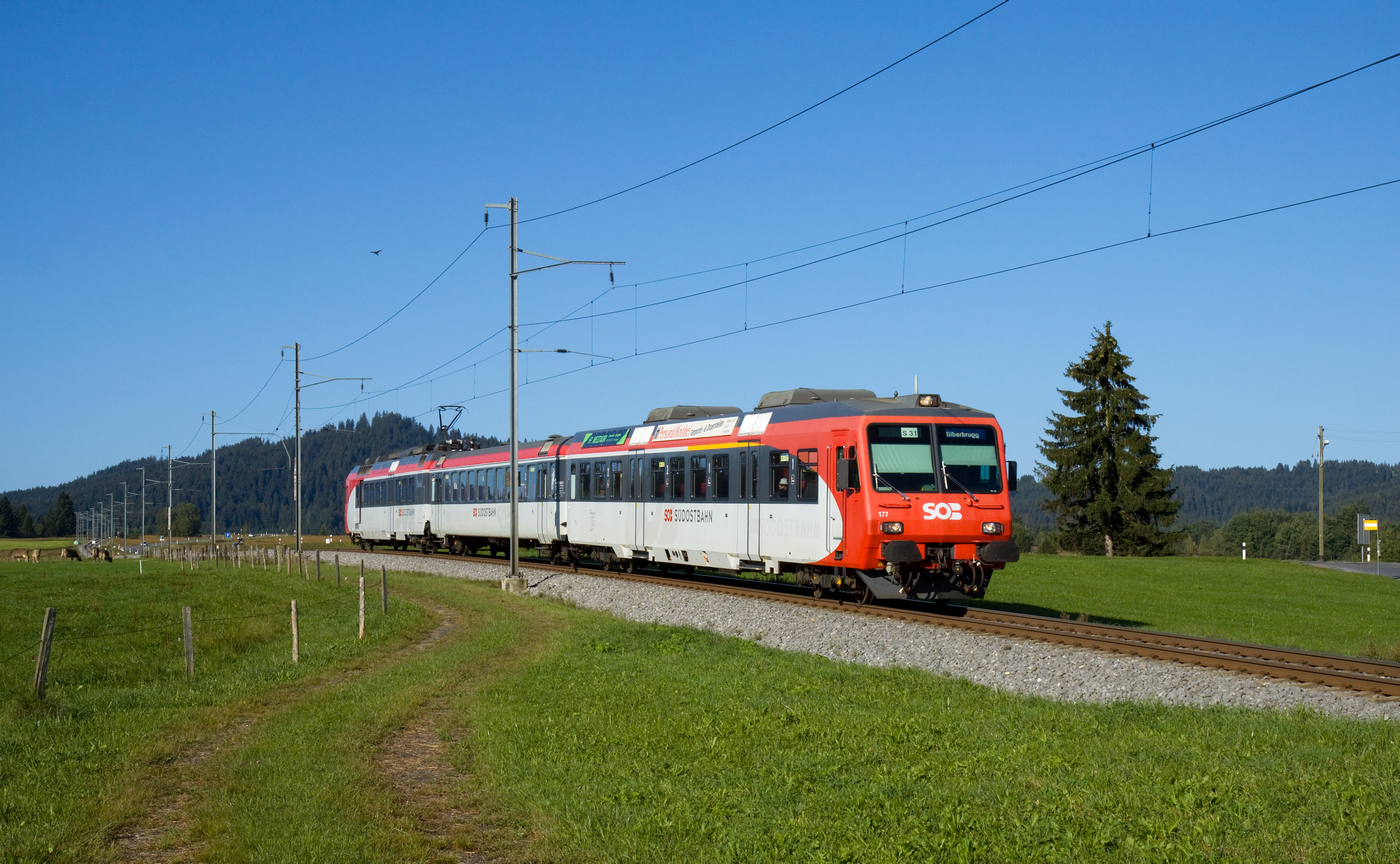
SOB RBDe 566 im Farbschema nach der Fusion

Auch die Schweizerische Südostbahn (SOB) beschaffte vier zweiteilige NPZ-Garnituren, die der Nachbau-Serie (1994–1996) der SBB entsprechen und 1995 abgeliefert wurden. Die SOB liess das Erstklassabteil wie bei den bisherigen Fahrzeugen im Steuerwagen einrichten, diese sind somit als  ABt bezeichnet, während die Triebwagen RBDe 566 400–403, nach der Fusion 566 077–080, mit denen der SBB baugleich sind.
Nach der Fusion der alten SOB mit der Bodensee-Toggenburg-Bahn (BT) zur «neuen» Schweizerischen Südostbahn (SOB) erhielten die NPZ bis Ende 2003 eine Neulackierung im neuen Farbschema.
Da die vier Kompositionen im Regionalverkehrseinsatz ab Einsiedeln und Arth-Goldau durch Stadler Flirt ersetzt wurden, beteiligte sich die SOB nicht am Modernisierungsprogramm, sondern versuchte, die Fahrzeuge zu verkaufen, was aber nicht gelang. Vom Herbst 2013 bis zur Ablösung durch die Traverso 2019 wurden die Fahrzeuge für den Voralpen-Express verwendet. Die Triebwagen erhielten die TSI-Nummern 94 85 7 561 081–084 (plus 174 ex SBB, siehe oben).

### PBr RBDe 568, neu Travys RBDe 560
Die Chemin de fer Pont–Brassus (PBr) besass keine eigenen Triebfahrzeuge, sondern betraute die SBB mit der Betriebsführung, die den durchgehenden Betrieb zwischen der eigenen Strecke Vallorbe–Le Pont und der PBr-Stichstrecke Le Pont–Le Brassus sicherstellten.
Im Rahmen der ursprünglichen Serienproduktion der RBDe 4/4 2104–2183 (1987–1990) bestellte die PBr zwei zweiteilige NPZ-Garnituren, die 1989 aus der Serienproduktion für die SBB abgezweigt wurden. Die Triebwagen, die eigentlich zwischen den SBB-Triebwagen 2149 und 2150 entstanden, erhielten die an die SBB-eigenen Fahrzeuge angehängte Bezeichnung RBDe 4/4 2184–2185. Nur kleine Aufschriften wiesen bei diesen Fahrzeugen auf die PBr als Eigentümerin hin, dagegen obliegt selbst die Wartung der Fahrzeuge bis heute der SBB.
Die Nachbau-Serie (1994–1996) wurde bereits unter der neuen Bezeichnung RBDe 560 100 ff. geliefert, worauf im Laufe des Jahres 1996 alle RBDe 4/4 ebenfalls umgezeichnet wurden (RBDe 560 000 ff.). Die beiden PBr-NPZ erhielten dabei die Bezeichnung RBDe 568 384–385. Nach der Fusion der PBr mit der Chemin de fer Yverdon–Ste-Croix (YSteC) zu den Travys im Januar 2001, wurden auch die beiden NPZ-Garnituren ins neue Farbschema umlackiert.
Die beiden Travys-NPZ (Trieb- und Steuerwagen) wurden ins Modernisierungsprogramm «Domino» der SBB einbezogen (neue Nummern RBDe 94 85 7 560 384 und 385 sowie ABt 50 85 39-43 984 und 985), die Travys erwarben zudem über die SBB zwei Niederflurzwischenwagen (B 50 85 29-43 384 und 385 CH-TVYS).
Im August 2022 wurden die beiden Züge an die SBB verkauft.

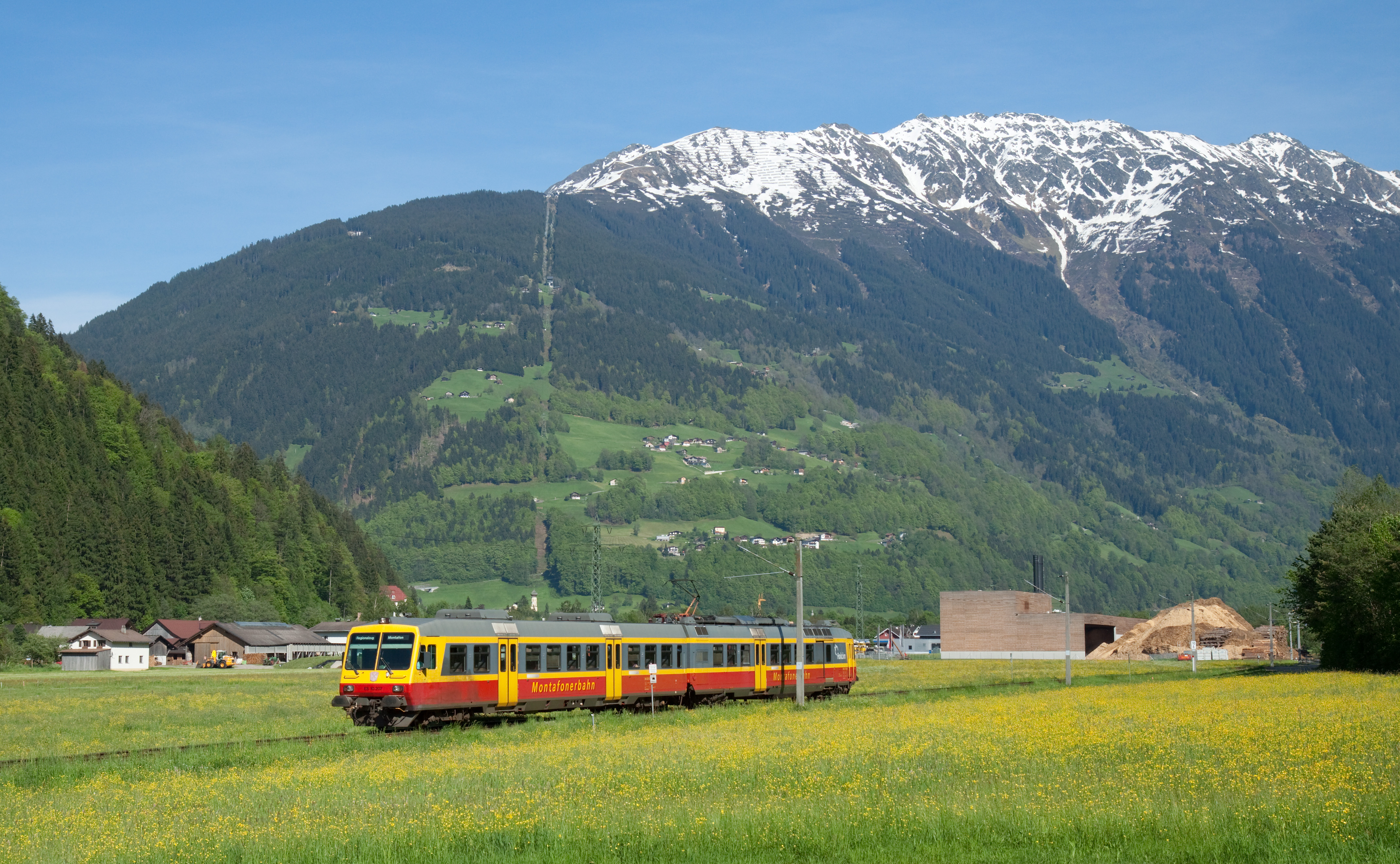
NPZ im Montafon

### Montafonerbahn
Die österreichische Montafonerbahn (MBS) verfügte über zwei zweiteilige NPZ-Garnituren, von denen die erste 1990 im Anschluss an die SBB-Serie 2100–2183 und die zweite 1993 vor der SBB-Nachbau-Serie (1994–1996) gebaut wurden.
Dazu kamen 2007/2008 zwei der vier Prototyp-Garnituren, welche von den SBB nicht in das Modernisierungsprogramm einbezogen wurden. Alle Personenfahrzeuge der MBS wurden 2020 abgestellt. Einige wurden verkauft, teilweise in die Schweiz.

### Verwandte Baureihen
Nicht baugleich, aber in vielem verwandt mit den NPZ sind die «Privatbahn-NPZ», die als Vorlage für die NPZ dienten und bei verschiedenen Privatbahnen der Schweiz als BLS RBDe 565 und BLS (ex RM) RBDe 566 II, TPF-TRN RBDe 567 und SOB RBDe 566 existieren.

## Modernisierung Domino

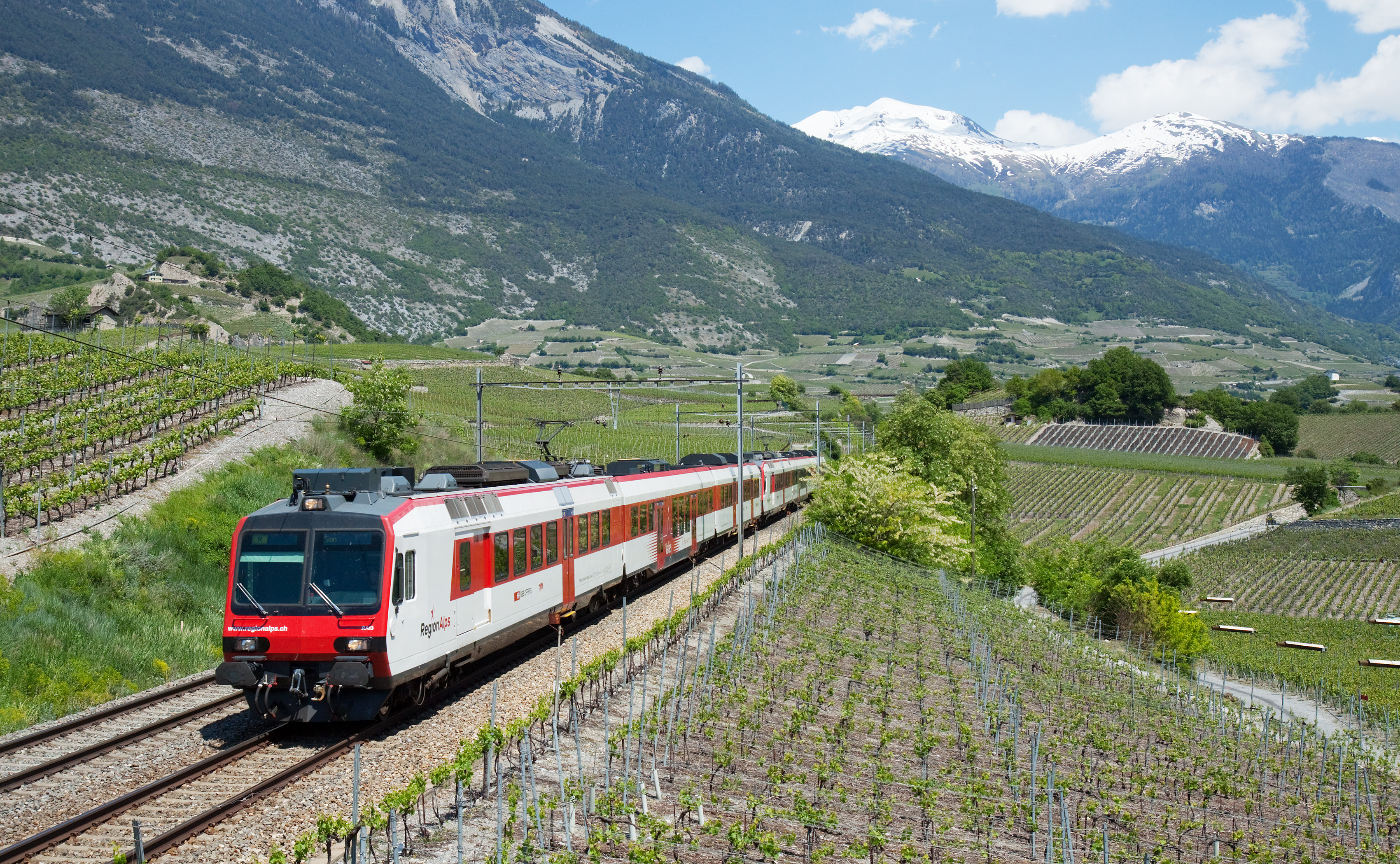
Domino in Regionalps-Diensten bei Sierre

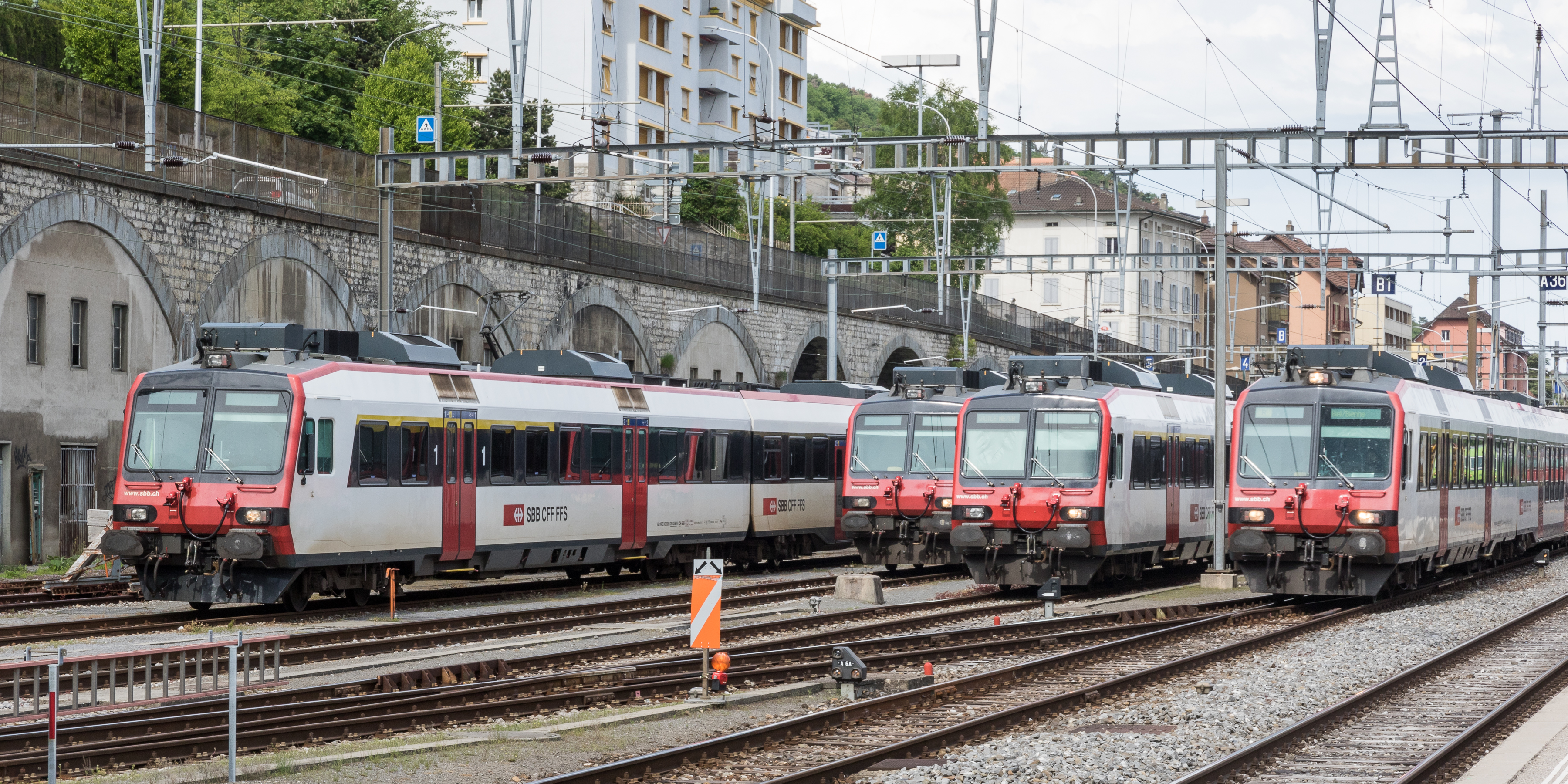
Vier Domino-ABt im Bahnhof Neuchâtel

Nach 20 Jahren Einsatz näherten sich die ersten Trieb- und Steuerwagen der Nahverkehrspendelzüge (NPZ) dem Zeitpunkt für eine umfassende Hauptrevision, während die als Zwischenwagen eingesetzten EW I und EW II nach teilweise über 40 Jahren Einsatz zur Verschrottung anstanden. Daher startete die SBB 2007 ein Programm zur Modernisierung, das 2013 abgeschlossen werden konnte. Das Engineering für die Modernisierung wurde aus einem Konsortium der Ingenieurbüros Enotrac, Prose und Helbling Technik durchgeführt, während die SBB für den Umbau der Fahrzeuge in ihren Werkstätten zuständig waren.
Die modernisierten Zugskompositionen verkehren mit bis zu vier Zwischenwagen unter dem neuen Namen Domino. Auch die Farbgestaltung änderte sich, der blau/weisse-Anstrich mit gelben Türen wich dem SBB-üblichen ICN-Farbschema in weiss und anthrazit mit roten Türen und roter Front.

### Trieb- und Steuerwagen
Die 130 SBB-Garnituren – ursprünglich 126, zuzüglich vier von Thurbo übernommene – gliedern sich in fünf Unterbauarten: vier NPZ-Prototypen (560 000–003), 110 NPZ-Serienfahrzeuge (560 004–083, 100~132), sechs Wiesental-NPZ (561 000–005), sechs Mulhouse-NPZ (562 000–005) und vier Thurbo-NPZ (561 171–174). Zwei Unterbauarten respektive zehn Garnituren wurden von der Modernisierung ausgeschlossen, einerseits die Zweifrequenz-NPZ für den Betrieb nach Mülhausen im Elsass und Frasne (TGV-Anschlusszüge), da jegliche Veränderung an den Fahrzeugen eine aufwändige Neuzulassung in Frankreich notwendig gemacht hätte, andererseits die vier inzwischen verkauften Prototyp-NPZ aufgrund zahlreicher technischer Abweichungen zu den übrigen NPZ.
| 2                                                                                                | At  | 19-43 | 801–8021 | Steuerwagen             |
| 96                                                                                               | ABt | 39-43 | 801–9002 | Steuerwagen             |
| 16                                                                                               | ABt | 39-43 | 941–956  | Steuerwagen RA          |
| 4                                                                                                | AB  | 39-43 | 001–004  | Zwischenwagen mit WC    |
| 31                                                                                               | B   | 20-43 | 001–031  | Zwischenwagen           |
| 89                                                                                               | B   | 29-43 | 101–1923 | Zwischenwagen mit WC    |
| 16                                                                                               | B   | 29-43 | 401–416  | Zwischenwagen RA mit WC |
| 1 Neu ABt 39-43 911–912 2 ABt 888 fehlt; 869, 894, 867 neu 954–956 3 B 181, 182, 192 neu 414–416 |     |       |          |                         |

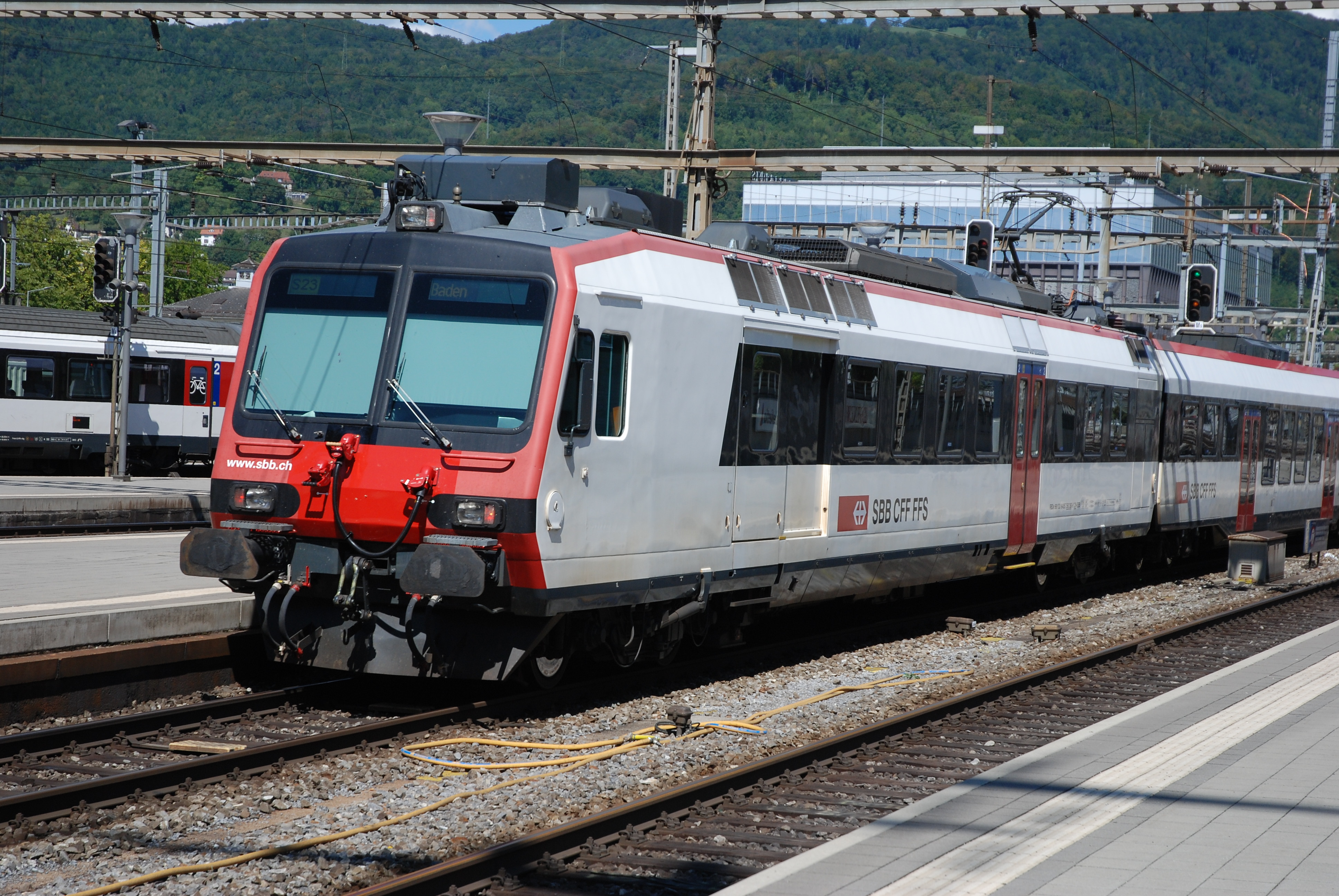
RBDe 560 262 als S23 in Olten

Die modernisierte NPZ-Flotte der SBB sollte 120 aneinander angeglichene Garnituren umfassen, wovon weiterhin zwei für den «Glarner Sprinter» und 13 für die SBB-Tochter Regionalps vorgesehen waren. Aus Kundensicht nennenswert sind der Einbau von Klimaanlage, Kundeninformationssystem und Videoüberwachung, der Ersatz von Sitzen und Bodenbelägen sowie Beschriftungen und Türtaster für Blinde und Sehbehinderte samt Nachrüstung der Halteanforderung in allen NPZ. Während des Umbaus wurde entschieden, die von der MThB stammenden Trieb- und Steuerwagen nicht umzubauen, zudem erhöhte die Regionalps ihre Bestellung auf 16 Züge. Somit sind bei den SBB 98 Züge sowie ein zusätzlicher Triebwagen verfügbar. Der eine zugehörige Steuerwagen 50 85 29-34 921 wurde am 5. Dezember 2000 bei einer Kollision mit dem Tem" 295 in Courtelary so schwer beschädigt, dass er per 30. November 2001 ausrangiert wurde. Der zweite zugehörige Steuerwagen 50 85 29-35 924 wurde vor dem Umbau zum ABt 888 2011 mit Unfallschaden ausrangiert.

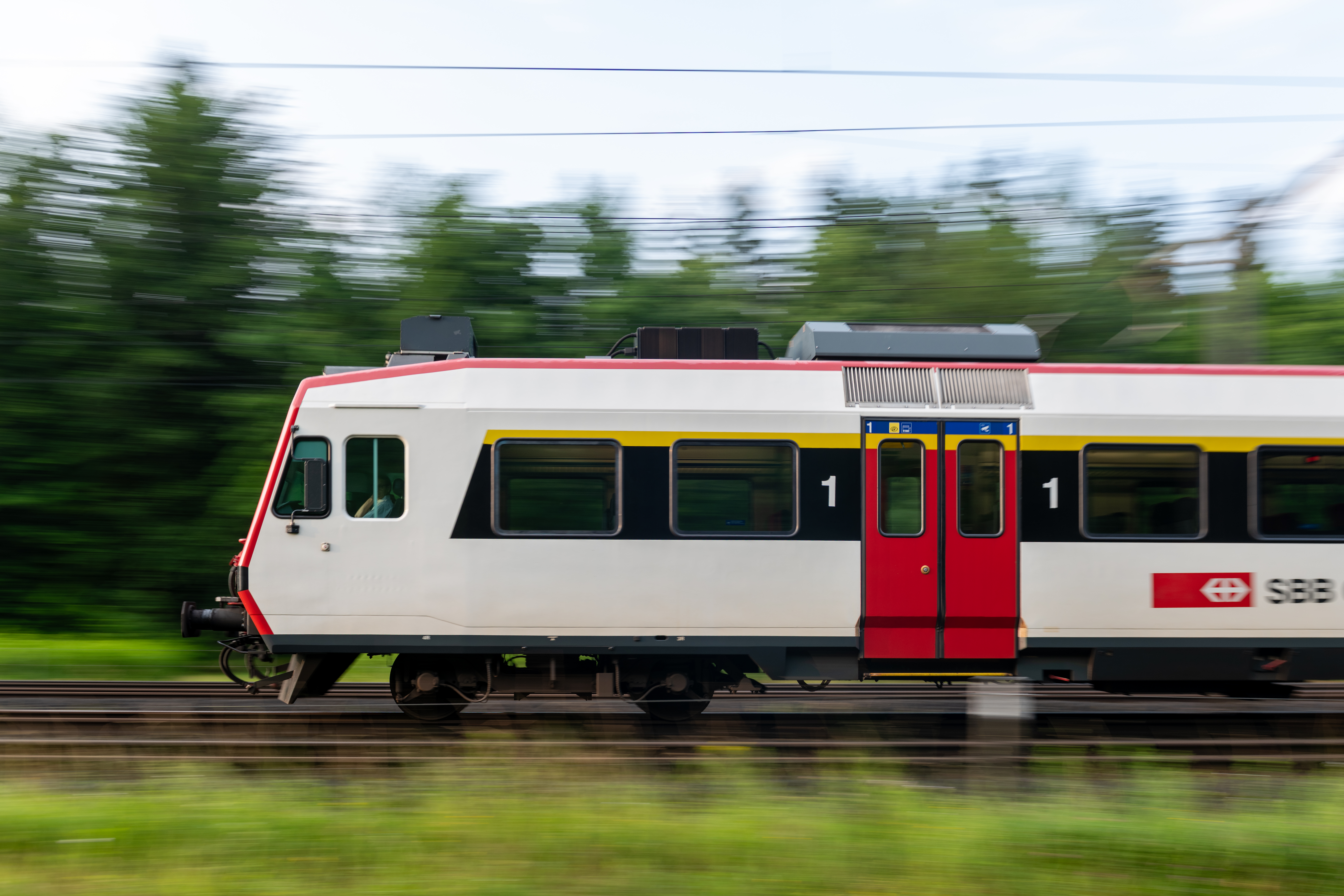
NPZ Steuerwagen in Fahrt

Eine betriebliche Neuerung war die Formation der Trieb- und Steuerwagen mittels der neuen Zwischenwagen zu halbpermanenten Stammpendelzügen. Möglich wurde die Bildung von zwei- (ohne Zwischenwagen) bis sechsteiligen Stammpendelzügen, abhängig von Einsatzort, Grundauslastung, Streckenprofil und Anforderungen des Bestellers. Ein dreiteiliger Stammpendelzug mit einem Zwischenwagen kommt auf 75 Meter Länge, dies entspricht einem vierteiligen Flirt-Triebzug. In Vielfachsteuerung können bis zu drei Stammpendelzüge verkehren, dies entspricht in der Regel einer Zuglänge zwischen 225 und 300 Metern. Zu Hauptverkehrszeiten werden häufig Züge aus zwei oder drei zusammengekuppelten Stammpendelzügen eingesetzt, während in verkehrsschwachen Zeiten eine Garnitur ausreicht.
Um die Flexibilität des Modul-Konzeptes nutzen zu können, erhielten die Fahrzeuge eine neue Zug- und Traktions-Buselektronik, basierend auf der Vielfachsteuerung Vst9+. Während des Umbaus erhielten die Fahrzeuge neue Steckdosen an den Fahrzeugfronten, um die entsprechenden Signale zwischen den Stammpendeln übermitteln zu können. Mechanisch und pneumatisch werden die Fahrzeuge wie schon vor der Modernisierung mit UIC-Schraubenkupplungen und konventionellen Luftschläuchen verbunden. Insbesondere in der Westschweiz existieren jedoch Dominos mit automatischen Kupplungen an den Fronten (Domino AK); dort erfolgt das Verstärken oder Schwächen von Stammpendeln somit alleine durch den Lokführer in kurzer Zeit. Durch diese Neuerungen verloren die Fahrzeuge ihr bisheriges System VSt IIId und sind mit der übrigen SBB-Flotte nicht mehr elektrisch kompatibel. Erheblicher Vorteil der festen Stammpendelzüge ist die Möglichkeit, die Hauptbremsprobe vom Führerstand aus durchzuführen. Weitere technische Änderungen umfassten den Einbau einer modernen Notbremsanforderung und eines Energiemanagement-Systems, das den Energiebezug der zusätzlichen elektrischen Verbraucher von der 1000-V-Zugsammelschiene steuert.
Parallel zur Modernisierung, die für die Triebwagen durch das Industriewerk Yverdon und für die Steuerwagen im Werk Olten vorgenommen wurde, lieferte Bombardier die neuen Zwischenwagen ab. Der erste Zug ging 2009 in Betrieb. Das Modernisierungsprogramm wurde termingerecht 2013 abgeschlossen.
Mit dem Bedarf, ab Dezember 2012 die RE von Bern nach Bulle und Palézieux als Flügelzüge zu führen, wurden zwölf Fahrzeuge mit automatischer Zugkupplung vom Typ Schwab ausgerüstet; dabei bleiben die Seitenpuffer in Funktion. Auch die gesamte Regionalps-Flotte wurde entsprechend umgerüstet, um das Kuppeln und Entkuppeln der Verstärkungsmodule zu beschleunigen.
Für den Betrieb auf der neu mit ETCS ausgerüsteten Strecke Lausanne–Villeneuve wurden elf Triebwagen mit ETCS-Bordgeräten nachgerüstet.
Die Triebwagen blieben während ihrer Zeit vor dem Umbau von grösseren Unfällen verschont. Nach dem Umbau kam es am 29. Juli 2013 zu einer folgenschweren Kollision in Granges-près-Marnand, bei der ein Lokführer getötet wurde. Der RBDe 560 213 erlitt dabei so grosse Schäden, dass er abgebrochen werden musste. Ebenso betroffen war der führende Bt 29-35 950 des entgegenkommenden Mulhouse-NPZ, in dem der Lokführer zu Tode kam. Zudem wurde ein Zwischenwagen stark geknickt.
Zum Fahrplanwechsel im Dezember 2021 übernahm die TPF drei vierteilige und acht dreiteilige Dominos von der SBB, da sie auf diesen Termin zusätzliche Leistungen im Gebiet der RER Fribourg/Freiburg übernahm.
Im Dezember 2022 kam ein neunter dreiteiliger Zug hinzu. Da auf der 40 ‰ steilen Strecke zwischen Broc-Village und Broc-Fabrique keine vierteiligen Dominos zugelassen wurden, verkaufte die TPF im August 2023 die drei INOVA-Zwischenwagen ohne WC zurück an die SBB und übernahm dafür noch zwei zusätzliche dreiteilige Züge. Damit besitzt die TPF nun 14 dreiteilige Domino-Kompositionen.

### Niederflur-Zwischenwagen INOVA

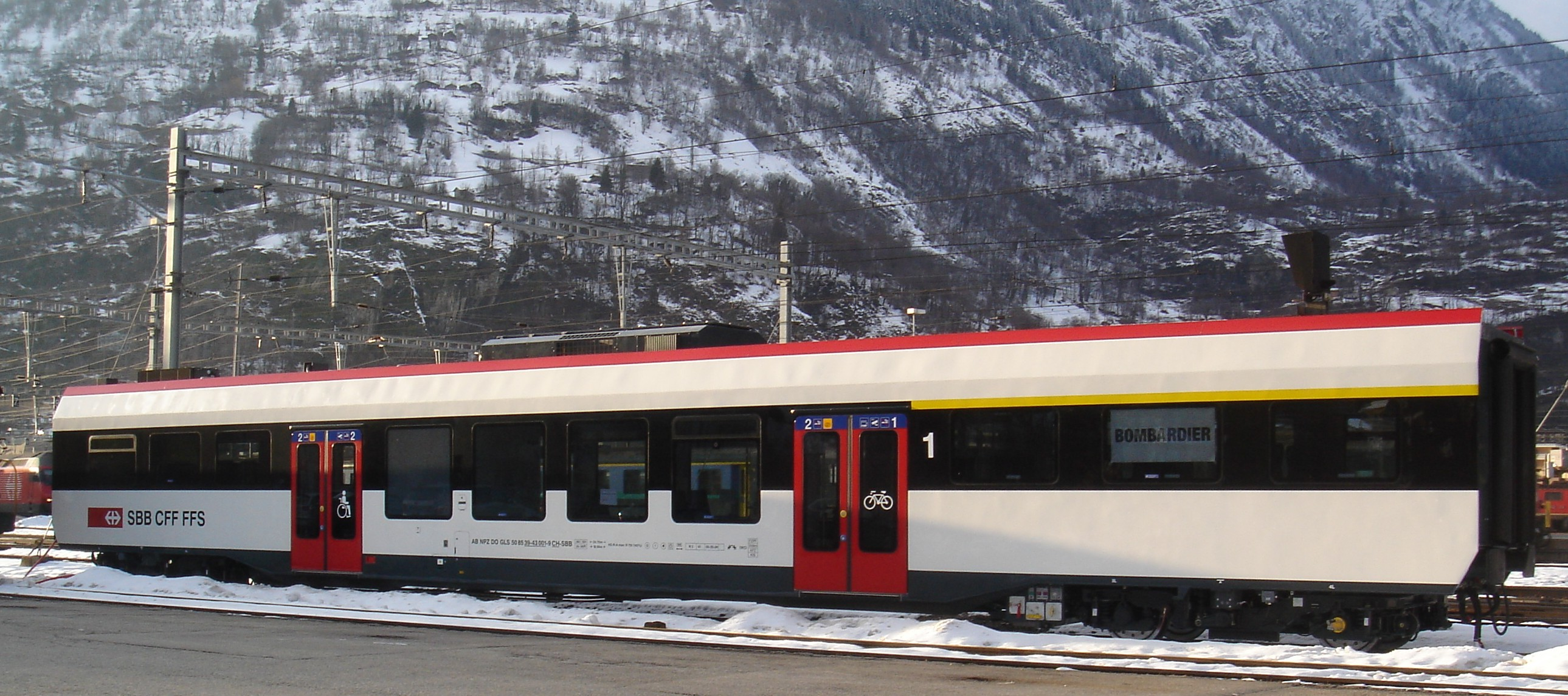
INOVA-Zwischenwagen für den Glarner Sprinter «AB NPZ DO GLS 50 85 39-43 001-9 CH-SBB» am 23. Februar 2009 in Brig

Die Ausschreibung über 188 klimatisierte Niederflur-Zwischenwagen – samt weiteren 100 Stück als Option – verlangte in der Hauptvariante einen Wagen mit einer Lebensdauer von nur 20 Jahren, dies in Anbetracht der voraussichtlichen Restlebensdauer der NPZ-Garnituren. Dabei sollten die bestehenden EW-II-Drehgestelle nach einer Aufarbeitung weiter Verwendung finden, wovon sich die SBB einen markanten Kostenvorteil versprach. Als Nebenvariante ausgeschrieben wurde ein kompletter Neubauwagen mit einer Lebensdauer von 30 Jahren und für beide Varianten wurden Zielpreise vorgegeben.
Insgesamt trafen von fünf Herstellern Angebote ein, wobei die Hauptvariante deutliche Nachteile aufzeigte: sowohl die Tragfähigkeit als auch die Bauart der Federung der Drehgestelle standen den gewünschten Merkmalen des Zwischenwagens entgegen. Darüber hinaus war kein Hersteller bereit, die geforderte «Systemverantwortung» bei Verwendung eines vierzigjährigen, «fremden» Drehgestells zu übernehmen. In der Nebenvariante waren hingegen Angebote vorhanden, die unter dem Zielpreis lagen und in die engere Auswahl kamen. Von den beiden technisch gleichwertigen Angeboten von Bombardier Transportation (Schweiz) und Stadler Rail entschied erstere aufgrund eines geringfügig besseren Angebotspreises die Ausschreibung für sich. Aufgrund besonderer Herausforderungen hinsichtlich der geänderten Gewichtsverteilung der Drehgestelle wurde die Firma Prose zusätzlich damit beauftragt, die Drehgestelle auf Festigkeit, Laufverhalten und das Bremssystem hin zu überprüfen und anzupassen. Gemäss dem unterzeichneten Werkliefervertrag werden vorerst 140 Wagen beschafft, eine erste Option umfasst weitere 48, eine zweite Option weitere 100 Wagen.
Zu den geforderten Merkmalen der Zwischenwagen gehört die bei den SBB-Grossraumwagen übliche 2+2-Bestuhlung in Vis-à-Vis-Anordnung, was in einem Viererabteil pro Fenster resultiert. Die in der Schweiz unbeliebte Flugzeugbestuhlung wurde explizit nur als Ausnahme (Platzausnutzung) zugelassen. Darüber hinaus bestehen sogenannte Multifunktionszonen, die als Stellplätze für Velos, Kinderwagen oder Gepäck dienen können und längs montierte Klappsitze besitzen. Ein grundsätzlicher Unterschied besteht zwischen den Verstärkerwagen ohne WC und den regulären Zwischenwagen mit rollstuhlgängiger Vakuumtoilette, da in letzteren die Durchfahrtmöglichkeit mit dem Rollstuhl zwischen den Türplattformen verlangt wurde, was in einem breiten Mittelgang resultierte.
Aus den gestellten Anforderungen resultieren bei den Zwischenwagen drei verschiedene Wagentypen: AB-Wagen (mit WC, 4 Wagen), B-Wagen mit WC (95 Wagen, davon 13 für Regionalps, nach Bestellungsänderungen 105 Wagen, davon 16 für Regionalps) und B-Wagen ohne WC (41 Wagen bestellt, nach Bestellungsänderung 31 geliefert). Die erste Klasse wird in Zukunft im Steuerwagen angeboten, nur für den Glarner Sprinter reicht dies nicht aus und es werden zusätzlich AB-Wagen eingereiht. Die B ohne WC werden in Stammpendelzügen mit zwei Zwischenwagen eingesetzt, wobei der Einsatz von Zügen ohne Toilette bei diversen Bahnen nicht unüblich ist.
Alle drei Wagentypen besitzen an den Fahrzeugenden einen Wagenübergang und einen Hochflurbereich über den Drehgestellen, der jeweils drei Fenster und damit drei Viererabteile umfasst. Beim reinen B-Wagen sind zweimal 24 Zweitklass-Sitzplätze im Hochflurbereich vorhanden, beim AB-Wagen einmal 24 Erstklass-Sitzplätze und einmal 24 Zweitklass-Sitzplätze. Dazwischen befindet sich der Niederflurbereich mit je zwei Türen pro Wagenseite und vier Fenstern dazwischen. Der Niederflurbereich umfasst etwa 50 % der Wagenfläche, wo sich jeweils Zweitklass-Sitzplätze, Multifunktionszone und gegebenenfalls die Toilette befinden.
Im B-Wagen ohne Toilette sind bei den mittleren beiden Fenstern Viererabteile (16 Sitzplätze). Bei den äusseren beiden Fenstern – jeweils bei der Einstiegsplattform – ist auf einer Wagenseite jeweils die Multifunktionszone mit drei Klappsitzen, auf der anderen Seite des Mittelgangs ein fester Zweiersitz und ein Rollstuhlplatz (alternativ zwei längs montierte Klappsitze). Im Niederflurbereich eines solchen Wagens ohne Toilette sind damit 20 Zweitklass-Sitzplätze und 10 Klappsitze vorhanden.
Im AB- und B-Wagen mit Toilette sind die Sitze aufgrund des breiten Mittelgangs in 2+1-Bestuhlung, im ersten Abteil in Vis-à-Vis-Anordnung, im zweiten Abteil hingegen nur in einer Reihe, da das dritte Abteil (Viererabteil mit Rollstuhlplatz) versetzt wurde, um genügend Platz für die Toilettenkabine zu schaffen, die etwas mehr als den Raum eines virtuellen vierten Abteils einnimmt. Auf Höhe des versetzten dritten Abteils befindet sich auf der anderen Seite des Mittelgangs die Multifunktionszone mit vier längs montierten Klappsitzen, auf Höhe der Toilettenkabine verläuft der Durchgang als Seitengang. Im Niederflurbereich eines Wagens mit Toilette sind dadurch 13 Zweitklass-Sitzplätze und vier Klappsitze vorhanden.